# Eugenio María de Hostos
Eugenio María de Hostos (Mayagüez, 11 de enero de 1839-Santo Domingo, 11 de agosto de 1903) fue un intelectual profesor, filósofo, político, sociólogo y escritor puertorriqueño. Solía ser llamado el Ciudadano de América por haber entregado su existencia a la lucha por la separación de Puerto Rico, la unidad de las Antillas Mayores y de Hispanoamérica. Su otra prioridad fue la educación. Fundó la primera escuela normal en Santo Domingo. Está considerado el precursor/fundador de la Sociología en América.

## Biografía
Hostos nació en el barrio Río Cañas Arriba de Mayagüez, Puerto Rico, el 11 de enero de 1839. Hostos estudió primaria en el Liceo de San Juan en Mayagüez (1847) donde obtuvo el premio al mejor estudiante en aritmética. A los 13 años, en 1852, sus padres, Eugenio de Hostos y Rodríguez de Velasco —escribano y secretario de la Reina Isabel II de España por decreto real desde el 24 de noviembre de 1848— e Hilaria María Bonilla y Citrón, lo enviaron a España donde empezó su bachillerato en el Instituto de Segunda Enseñanza de Bilbao. En 1855 regresó a Puerto Rico donde estudió en el Seminario Conciliar de San Juan para viajar de nuevo a España, esta vez a Madrid, durante 1858 donde ingresó en la Universidad Central de Madrid formándose en Derecho, Filosofía y Letras, siendo discípulo de Julián Sanz del Río teórico del krausismo español que marcará su pensamiento jurídico, y entrando también en contacto con Francisco Giner de los Ríos y muchos otros estudiantes con los que más tarde protagonizó la llamada Revolución de 1868.
Pronto comenzó a interesarse en la política, tomando partido decidido a favor de constituir en España una república federal. En 1862 muere su madre en Madrid. 
En 1863 publicó la novela política titulada La peregrinación de Bayoán para hacer entender en España la penosa situación colonial de Cuba y Puerto Rico. 
En este periodo la denuncia de la represión militar y civil hacia los estudiantes durante la Noche de San Daniel el 10 de abril de 1865 a través de una carta al periódico La Iberia y el discurso contra el régimen de la metrópoli colonial española, pronunciado en el Ateneo de Madrid el 20 de diciembre de 1868. También es miembro de la Sociedad Abolicionista de la Esclavitud.
Durante su estancia en Madrid tras la Revolución de septiembre de 1868 se produjo unos días más tarde la insurrección armada en Puerto Rico denominada la revolución del Grito de Lares liderada por el hacendado venezolano Manuel Rojas en octubre.  Un grupo de puertorriqueños defendió a quienes estuvieron implicados en la revuelta reuniéndose con el general Francisco Serrano, Presidente y Jefe del Gobierno Provisional español, para reclamar autonomía para las Antillas y el perdón y la suspensión de la pena de muerte impuesta a los prisioneros que participaron en la gesta de Lares. Serrano se mostró dispuesto a ofrecer una amnistía sólo para los nativos de Puerto Rico, excluyendo a los extranjeros. Hostos defendió la inclusión de Manuel Rojas en el grupo amnistiado alegando ser digno hijo adoptivo de Puerto Rico, y por tanto, merecedor del mismo derecho que los demás. 
Tras la proclamación de la Primera República Española, se concedió una amnistía general a todos los encarcelados por ese motivo, no obstante, Manuel Rojas, al igual que otros compañeros, fue enviado al exilio. España, en ese periodo, adopta una nueva Constitución en 1869 rehusando extender a Puerto Rico y Cuba los derechos ciudadanos propios de una república federada. La Revolución había logrado el destronamiento de la reina Isabel II pero no la liberación de  Cuba y Puerto Rico por las que luchaba Hostos. 
Decepcionado, abandona España y tras regresar de Francia viaja a Nueva York con el propósito de continuar la lucha para la liberación de Cuba y Puerto Rico. Allí formó parte de la Junta Revolucionaria Cubana creada en Nueva York y dirigió su órgano periodístico, La Revolución, pero frustrado se traslada a Suramérica con la promesa de reunir apoyo para la causa antillana. 
En 1870 inició viaje a Sur América donde visitó Colombia fundando la Sociedad de Inmigración Antillana en Cartagena, Panamá donde propuso la creación de un canal neutral pero latinoamericano, y libre de las pretensiones de dominio imperialistas,[cita requerida] El Callao y Lima (Perú) donde vive un año en 1871. 
Allí fundó el periódico La Patria donde publicó algunos de sus ensayos, importantes documentos protosociológicos en que propone el mestizaje. Su modelo es el cholo quien recuerda al jíbaro. También en este país crea la Sociedad de Auxilios para Cuba y la de Amantes de Saber con Joaquín Capelo para fomentar un ambiente intelectual en Lima. En diciembre llega a Chile donde es socio de la Academia de Bellas Letras de Santiago de Chile. En Chile continúa su labor literaria y social más reconocida y admirada. Allí compone el famoso e innovador ensayo La Educación Científica de la Mujer que originalmente fueron tres discursos leídos en la Academia de Bellas Letras de Santiago de Chile en 1873 sobre la educación científica de la mujer y su derecho a la educación plena y a la igualdad. De Valparaíso viaja a Buenos Aires. José Manuel Estrada le ofrece la Cátedra de Filosofía o la de Literatura en la Universidad de Buenos Aires pero Hostos declina. En Argentina proyectó la creación de un mercado común sudamericano y el ferrocarril trasandino que se construyó de hecho más tarde. Posteriormente continuó su periplo visitando Brasil, y de Río de Janeiro regresa a Nueva York donde publica en La América Ilustrada y continua su campaña a favor de la independencia de Cuba y Puerto Rico.
En 1875 sale del Puerto de Boston en compañía del General Aguilera en una expedición armada a Cuba que fracasa. Se establece entonces en Puerto Plata, República Dominicana donde funda y dirige los periódicos Las Tres Antillas y Los Antillanos y colabora en Las Dos Antillas. En 1876 de Dominicana funda la sociedad La Educadora. Posteriormente se dirige a Nueva York y de allí viaja a Venezuela donde se inicia en la labor pedagógica.
En Caracas dirigió el Colegio Nacional de Asunción y el 9 de julio de 1877 se casó con la adolescente cubana Belinda Otilia de Ayala Quintana (1862-1917) —contaba él 38 años y ella 15— con quien tuvo cinco hijos. La poetisa y revolucionaria puertorriqueña Lola Rodríguez de Tió desterrada en Venezuela fue la madrina de boda.  Durante su estancia en Venezuela fue director de colegios en la isla Margarita y en Puerto Cabello.

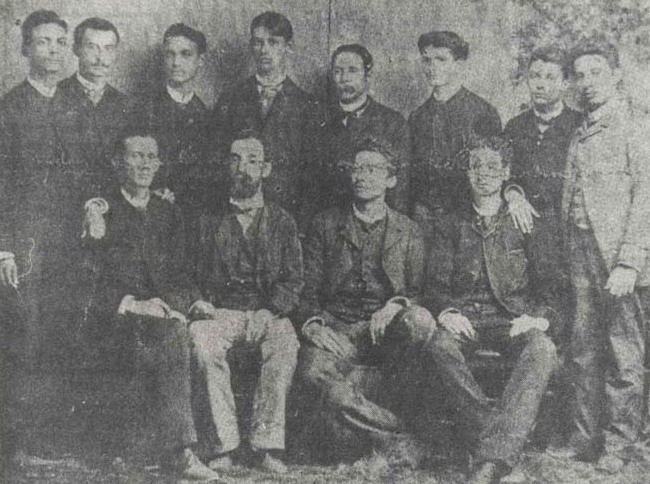
Hostos junto a sus alumnos de la Escuela normal de Dominicana en 1880.

### Pedagogía hostosiana
De 1879 a 1888 vivió en la República Dominicana. Allí fundó en 1880 la primera escuela normal de Santo Domingo en la que no se estudiaba religión —Hostos no era católico— sino moral social. Influenciado por el krausismo español y el positivismo implantó una nueva pedagogía dirigida a formar «seres humanos completos» capaces de construir en sus propios países sociedades libres. 
Reivindicó la ciencia y la razón frente a la orientación religiosa de la herencia colonial y una visión científica y ética que influyó especialmente en el campo de la moral, la jurisprudencia y la sociología considerándose precursor/fundador de la sociología en América.
Se aplicó desde la adolescencia a un continuo auto-examen de su conciencia y sus pasiones del que son frutos sus notables diarios y sus novelas de juventud. Además, su Tratado moral, del cual forma parte su conocida «Moral social», lo señalan como el moralista de mayor altura en el siglo XIX. 
En la Normal y en el Instituto Profesional desempeña las cátedras de los tres derechos: constitucional, internacional y penal.
En 1881 funda la Escuela Normal de Santiago de los Caballeros también en República Dominicana y publica el opúsculo: Los frutos de la Normal (exposición de pedagogía práctico-científico) escrita por encargo del gobierno dominicano. Dos años después en 1883 dicta a sus alumnos las lecciones de sociología que años después formarán parte del Tratado de Sociología. En septiembre de 1884 se gradúan los primeros maestros normalistas. Hostos pronuncia un destacado discurso: Apología de la Verdad. Tres años después, en 1887 se gradúan también las primeras maestras normalistas, alumnas del Instituto de Señoritas, dirigido por Salomé Ureña de Henríquez.
En agosto de 1888 fundó en Santo Domingo la Escuela Nocturna para la clase obrera y publica su obra Moral Social. El gobierno chileno le propone entonces trabajar en la reforma de la enseñanza y el 18 de diciembre se traslada a Chile donde vivió y trabajó entre 1889 y 1898.
En 1889 llega a Valparaíso y es nombrado Rector del Liceo de Chillán (1889-1890) y más tarde fue el primer rector del Liceo Miguel Luis Amunátegui (1890-1898). Escribió Reforma de la enseñanza en Chile y Reforma del plan de estudios de la Facultad de Leyes en Santiago de Chile y fue profesor de la Escuela de Derecho de la Universidad de Chile.  
El reinicio de la guerra por la independencia que inició José Martí en Cuba en 1895 colocó a Hostos nuevamente en campaña. Regresó a Puerto Rico en 1898, a propósito de la Guerra Hispano-Estadounidense donde fue nombrado jefe de la comisión encargada de reclamar en Estados Unidos la independencia de Puerto Rico dentro de una confederación de las tres grandes islas antillanas.
En 1899 junto a Julio Henna y Manuel Zeno Gandía, viajó a Washington para abordar desde el derecho internacional una entrevista histórica con el presidente William McKinley sobre los intereses y necesidades de Puerto Rico. Desde entonces fue denominado «Hombre Altivo del Trópico». Fundó además la Liga de Patriotas con la esperanza de educar al pueblo puertorriqueño sobre sus nuevos derechos bajo la Constitución federal norteamericana, particularmente el derecho a reclamar un plebiscito. Pero su esperanza de un Puerto Rico independiente se esfumó cuando el Gobierno estadounidense decidió, con la ley Foraker del año 1900, convertir la isla en una colonia de Washington D. C. 
En 1900 el gobierno dominicano le propone reorganizar la enseñanza pública del país y regresa a Santo Domingo en compañía de su familia siendo nombrado inspector general de Enseñanza Pública. Un año después dictará a sus discípulos lecciones sobre sociología que se publican con el nombre de Tratado de Sociología. En 1902 es nombrado director general de Enseñanza a la vez que desempeña la Dirección en la Escuela Normal de Santo Domingo.

## Muerte
Eugenio María de Hostos murió en su residencia «Las Marías» en Santo Domingo, capital de la República Dominicana, el 11 de agosto de 1903, a la edad de 64 años. Está enterrado en el Panteón de la Patria de la República Dominicana, en Santo Domingo, siendo el único extranjero y puertorriqueño sepultado allí. Su último deseo fue ser enterrado en Santo Domingo y que fuese llevado a Puerto Rico cuando su patria fuese libre e independiente.

## Legado
Hostos fue pionero en Latinoamérica en diversas áreas del saber, como la Sociología, el Derecho Constitucional, la Pedagogía y la Ética.  La llamada «pedagogía hostosiana» se mantiene todavía como un referente. 
Con la fundación en Puerto Rico de la Liga de los Patriotas, Hostos propuso un concepto de la política y el proceso descolonizador que mantiene vigencia. 
En la Universidad de Puerto Rico en 1989 se fundó el Instituto de Estudios Hostosianos y se creó la Cátedra de Honor Hostos que mantienen su legado con la especialidad de estudios culturales, historia de América y literatura hispanoamericana.
En la ciudad de Santiago de Chile en 1963 se fundó el Liceo Eugenio María de Hostos, en la actual comuna de La Reina.